# Comuna Ivanivka, Jîtomîr
Ivanivka (în ucraineană Іванівська сільська рада) este o comună în raionul Jîtomîr, regiunea Jîtomîr, Ucraina, formată din satele Barașivka, Bondarți, Davîdivka și Ivanivka (reședința).

## Demografie
Componența lingvistică a comunei Ivanivka
     Ucraineană (95,26%)
     Rusă (4,02%)
     Alte limbi (0,46%)
Conform recensământului din 2001, majoritatea populației comunei Ivanivka era vorbitoare de ucraineană (95,26%), existând în minoritate și vorbitori de rusă (4,02%).